# Сидори (Білоцерківський район)
Сидори́ (колишня назва — Чугуєв) — село в Україні, у Білоцерківському районі Київської області. Входить до складу Білоцерківської міської громади. Населення становить близько 470 осіб.
Село розташоване над річкою Кам'янка. На півдні межує із селом Мазепинці. Засноване у XVII столітті.
У селі діє загальноосвітня школа I—II ступенів та дитячий садок, фельдшерсько-акушерський пункт. Зводиться (станом на травень 2012) дерев'яна церква. 
У 1950-ті роки поруч із селом працювала гідроелектростанція, що була зруйнована повінню. Нині на її місці дерев'яний місток.

## Населення

### Мова
Розподіл населення за рідною мовою за даними перепису 2001 року:
| Мова            | Кількість | %     |
| --------------- | --------- | ----- |
| українська      | 460       | 96.64 |
| російська       | 10        | 2.1   |
| російська       | 5         | 1.05  |
| інші/не вказали | 1         | 0.21  |
| Усього          | 476       | 100   |

## Відомі люди
- Михайло Палій-Сидорянський (1895—1963) — полковник Армії УНР, провів у Сидорах дитинство.
- Поворознюк Галина Юхимівна (1926—2008) — вчителька, яка працювала у місцевій школі з 1952 по 1997 рік. Біля входу до школи розміщено дошку на її пам'ять.
- Поворознюк Владислав Володимирович (1954-2021) — український травматолог-ортопед, доктор медичних наук (1999), професор (2000). Керівник відділу клінічної фізіології і патології опорно-рухового апарату ДУ «Інститут геронтології імені Д. Ф. Чеботарьова НАМН України» (1992), президент Української асоціації остеопорозу (1996), президент Українського науково-медичного центру проблем остеопорозу (УНМЦПО) Інституту геронтології АМН України (1998)[2], Української асоціації менопаузи, андропаузи та захворювань кістково-м'язової системи (2002), президент Українського підрозділу Європейської асоціації з вітаміну D (European Vitamin D Association Scientific society (EVIDAS)) (2013).

## Галерея

Хрест на в'їзді до села
Школа-садок
Сидорівська сільська рада
Крамниця
Фельдшерсько-акушерський пункт
Меморіал загиблим у німецько-радянській війні
Колишня ГЕС

## Джерело
- Облікова картка на сайті ВРУ[недоступне посилання з липня 2019]

1. ↑  Рідні мови в об'єднаних територіальних громадах України — Український центр суспільних даних
2. ↑  Інститут геронтології імені Д.Ф.Чеботарьова НАМН України - Український науково-медичний центр проблем остеопорозу. geront.kiev.ua. Процитовано 2 червня 2021.